# Jüdische Gemeinde Butzweiler
Die Jüdische Gemeinde in Butzweiler, einem Ortsteil  der Ortsgemeinde Newel im Landkreis Trier-Saarburg in Rheinland-Pfalz, entstand nach 1753. Die jüdische Gemeinde in Butzweiler bestand bis 1938/40.

## Geschichte

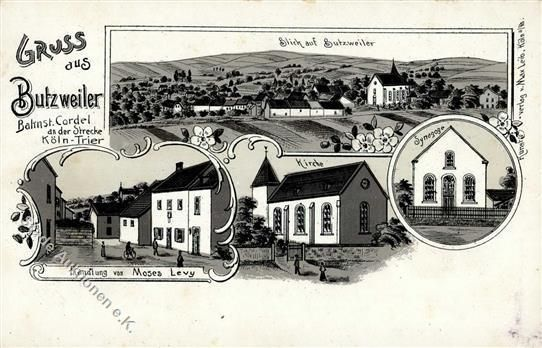
Postkarte von Butzweiler mit der Synagoge (rechts außen)

Im Jahr 1753 sind erstmals jüdische Einwohner in Butzweiler belegt. Mit der Einweihung der neuen Synagoge im Jahr 1892 erfolgte die endgültige Trennung von der jüdischen Gemeinde in Aach.
Die jüdische Gemeinde besaß eine Synagoge, eine Religionsschule, ein rituelles Bad und seit 1865 einen auf einer Anhöhe am östlichen Ortsrand gelegenen Friedhof. Zeitweise war ein Religionslehrer angestellt, der auch als Vorbeter und Schochet tätig war. Die Gemeinde gehörte zum Rabbinatsbezirk Trier.
Zur jüdischen Gemeinde Butzweiler gehörten auch die jüdischen Einwohner von Edingen, Kordel und Ralingen.

## Gemeindeentwicklung
| Jahr | Gemeindemitglieder |
| ---- | ------------------ |
| 1808 | 13                 |
| 1833 | 33                 |
| 1843 | 49                 |
| 1860 | 93                 |
| 1895 | 71                 |
| 1925 | 54                 |
| 1933 | 50                 |
| 1938 | 32                 |

## Nationalsozialistische Verfolgung
Nach 1933 ist ein Teil der jüdischen Gemeindeglieder auf Grund der zunehmenden Entrechtung und der Repressalien in der Zeit des Nationalsozialismus weggezogen beziehungsweise ausgewandert. Beim Novemberpogrom 1938 wurde die Synagoge durch SA-Männer und Ortsbewohner geschändet und ihre Inneneinrichtung zerstört. Wohnungen der jüdischen Bürger wurden überfallen und verwüstet. Der jüdische Friedhof wurde zerstört. 
Im Mai 1939 lebten noch 16 jüdische Bürger in Butzweiler, von denen die meisten in der Folgezeit nach Trier verzogen. Die letzten fünf jüdischen Einwohner wurden aus Butzweiler im Februar 1943 deportiert.
Das Gedenkbuch des Bundesarchivs verzeichnet 50 in Butzweiler geborene jüdische Bürger, die dem Völkermord des nationalsozialistischen Regimes zum Opfer fielen.